# Selimchan Abdumuslimowitsch Jandarbijew

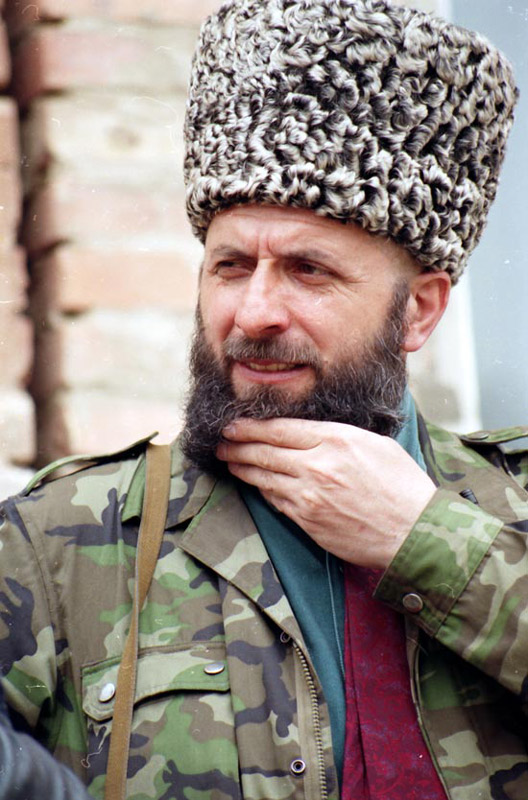
Selimchan Abdumuslimowitsch Jandarbijew (2000)

Selimchan Abdumuslimowitsch Jandarbijew (russisch Зелимхан Абдулмуслимович Яндарбиев; tschetschenisch Яндарби́н Абду́л-Муслима́н ка́нт Зели́мха, * 12. September 1952 in Wydricha, Oblast Ostkasachstan, Kasachische SSR, Sowjetunion; † 13. Februar 2004 in Doha, Katar) war ein tschetschenischer Separatistenführer, Dichter, Literaturwissenschaftler, Kinderbuchautor und hatte von 1996 bis 1997 kommissarisch das Amt des Präsidenten der von Russland abtrünnigen so genannten Tschetschenischen Republik Itschkerien inne.

## Politische Karriere
Bevor Jandarbijew in der Zeit des sich abzeichnenden Zerfalls der Sowjetunion zu einem der Anführer der tschetschenischen Separatisten wurde, war er als Literaturwissenschaftler, Dichter und Kinderbuchautor tätig. Im Mai 1990 gründete er die Demokratische Partei Wainach und wurde deren Führer. Diese war die erste tschetschenische Partei, die Unabhängigkeit forderte. Ursprünglich vertrat die Partei sowohl Tschetschenen als auch Inguschen. Dies endete mit dem Auseinanderbrechen der Tschetscheno-inguschischen Republik als Folge der tschetschenischen Unabhängigkeitserklärung.
Im November 1990 wurde Jandarbijew Stellvertreter von Dschochar Dudajew im Amt des Vorsitzenden des neu gegründeten Tschetschenischen Nationalkongresses, der die sowjetische Führung der tschetschenischen Teilrepublik absetzte. Gemeinsam mit Dudajew unterzeichnete Jandarbijew ein Abkommen mit den Führern der Inguschen, das eine Spaltung der Tschetscheno-inguschetischen Republik in zwei Teile vorsah. Im ersten tschetschenischen Parlament war er von 1991 bis 1993 Vorsitzender des Medienausschusses. Seit 1991 war er Vizepräsident der abtrünnigen Republik.

## Krieg und Radikalisierung
Während des Ersten Tschetschenienkriegs von 1994 bis 1996 war Jandarbijew kaum an militärischen Aktionen beteiligt. Er verbrachte diese Zeit damit, Bücher zum Thema der Unabhängigkeit Tschetscheniens zu schreiben. Ab April 1996, als Folge der Ermordung des tschetschenischen Präsidenten Dschochar Dudajew, hatte Jandarbijew kommissarisch das Amt des Präsidenten inne. Ende Mai 1996 traf eine tschetschenische Delegation unter seiner Führung mit dem russischen Präsidenten Boris Jelzin und Ministerpräsident Wiktor Tschernomyrdin zu Friedensverhandlungen zusammen. Daraus folgte ein Waffenstillstandsabkommen, das am 27. Mai 1996 unterzeichnet wurde.
Im Februar 1997 verlor Jandarbijew die tschetschenischen Präsidentschaftswahlen, aus denen der erfahrene Militär Aslan Maschadow als Sieger hervorging. Jandarbijew erreichte nur 10 Prozent der Stimmen. Im folgenden Jahr kam es zum Bruch zwischen ihm und Maschadow. Jandarbijew wurde beschuldigt, ein Attentat auf den Präsidenten verübt zu haben. Im September 1998 wurde Jandarbijew durch den Präsidenten Aslan Maschadow öffentlich in Misskredit gebracht mit der Anschuldigung, er habe den politischen Wahhabismus nach Tschetschenien gebracht und sei verantwortlich für „antistaatliche Aktivitäten“ wie regierungsfeindliche Reden und öffentliche Versammlungen, sowie die Aufstellung illegaler bewaffneter Gruppen. Im Folgenden schloss sich Jandarbijew der radikalen islamistischen Opposition gegen Maschadows Herrschaft an.

## Exil
Jandarbijew wurde als Drahtzieher hinter dem Angriff von Schamil Bassajews islamistischer Tschetschenen-Guerilla-Bewegung auf die benachbarte russische Teilrepublik Dagestan im Jahre 1999 angesehen. Diese Aktion führte zum Zweiten Tschetschenienkrieg, in dessen Folge Jandarbijew das Land verließ. Nach Aufenthalten in Pakistan und den Vereinigten Arabischen Emiraten ließ er sich schließlich 2001 in Katar nieder, wo er sich um Unterstützung der muslimischen Glaubensbrüder für die tschetschenische Sache bemühte. Dieser Umstand führte zu erheblichen Spannungen zwischen Russland und dem Emirat Katar, das sich trotz eines Interpol-Haftbefehls weigerte, Jandarbijew auszuliefern.
Jandarbijews Name wurde auf einer UN-Liste von Personen und Gruppen mit vermuteten Verbindungen zur Terrororganisation al-Qaida geführt und soll ebenso Kontakte zu den afghanischen Taliban gehabt haben (Bis zum Sturz der Taliban im Jahre 2001 gab es eine tschetschenische Botschaft in Kabul). Er soll eine Schlüsselfigur des Netzwerks der Spendenbeschaffer für die tschetschenischen Separatisten in der islamischen Welt gewesen sein. Ebenso wurde er beschuldigt, in die Geiselnahme im Moskauer Dubrowka-Theater mit etwa 130 Todesopfern im Oktober 2002 verwickelt gewesen zu sein.

## Ermordung
Am 13. Februar 2004 wurde Selimchan Jandarbijew bei einem Bombenattentat auf sein Auto in Doha, der Hauptstadt Katars, getötet. Zwei seiner Leibwächter wurden dabei ebenfalls getötet, sein 12-jähriger Sohn wurde schwer verletzt. Die Hintergründe des Anschlags konnten nicht geklärt werden. Der Verdacht fiel jedoch auf die russischen Geheimdienste, die jegliche Beteiligung abstritten, sowie Jandarbijews Widersacher innerhalb der tschetschenischen Separatistenbewegung. Das Außenministerium der tschetschenischen Separatistenregierung verurteilte Jandarbijews Ermordung als einen russischen Terroranschlag und setzte sie in Verbindung mit der Ermordung Dschochar Dudajews.
Das Attentat führte zum Erlass von Katars erstem Anti-Terror-Gesetz, das für derartige Akte die Todesstrafe oder lebenslange Haft vorsieht. Am 19. Februar wurden drei russische Staatsangehörige in der Villa der Russischen Botschaft durch die katarischen Behörden unter dem Verdacht, für das Attentat verantwortlich zu sein, festgenommen. Einer der Festgenommenen musste aufgrund seines Diplomatenstatus freigelassen werden. Gegen die beiden anderen, Anatoli Jablotschkow und Wassili Bogatschow, wurde Anklage erhoben. Nach Bekunden der russischen Regierung waren die beiden Geheimdienstagenten an die russische Botschaft in Doha entsandt worden, um Informationen über den internationalen Terrorismus zu sammeln.
Die Gerichtsverhandlung wurde für die Öffentlichkeit geschlossen, nachdem die Angeklagten einen der Zeugen der Anklage, den katarischen Oberst Dawi bzw. Dawdi, der Folter beschuldigt hatten. In den ersten Tagen nach ihrer Festnahme, in denen sie ohne Kontakt zur Außenwelt gehalten wurden, seien sie geschlagen worden und durch Schlafentzug sowie Attacken von Wachhunden gefoltert worden. Russland rechtfertigte mit diesen Anschuldigungen sowie der Tatsache, dass die beiden Russen auf Botschaftsgelände, d. h. extraterritorialem Gebiet, festgenommen wurden, seine Forderung nach einer unverzüglichen Freilassung der Angeklagten. Am 30. Juni 2004 wurden beide zu lebenslanger Freiheitsstrafe verurteilt. In der Urteilsbegründung erklärte der Richter, die Angeklagten hätten auf Befehl Moskaus gehandelt.
Der Schuldspruch verursachte starke Spannungen im Verhältnis zwischen Katar und Russland. Am 23. Dezember 2004 stimmte Katar einer Überführung der beiden Russen in ihre Heimat zu, wo sie den Rest ihrer Strafe absitzen sollten. In Russland wurden die Agenten bei ihrer Ankunft im Januar 2005 wie Helden empfangen, verschwanden jedoch bald darauf aus der Öffentlichkeit. Die russischen Behörden erklärten später, sie befänden sich nicht im Gefängnis, da ein im Emirat Katar verhängtes Urteil in Russland keine Gültigkeit habe.
Das Ereignis reihte sich in eine ganze Reihe von Morden an im Exil lebenden Oppositionellen aus Russland und den früheren GUS-Staaten ein, die mutmaßlich als Auftragsmorde begangen wurden. Die mutmaßlichen Täter waren entweder Angehörige des russischen Geheimdiensts oder von ihm angeheuerte Kriminelle. Betroffen waren davon vor allem Tschetschenen, die möglicherweise planten, den bewaffneten Kampf in Tschetschenien wieder aufzunehmen oder Attentate in Russland zu verüben, aber auch z. B. Oppositionspolitiker aus den zentralasiatischen Republiken.